# آرثر روبنز
آرثر روبنز (بالإنجليزية: Arthur Robbins)‏ هو لاعب كرة قدم أسترالية أسترالي، ولد في 4 فبراير 1920، وتوفي في 8 نوفمبر 2010.

## وصلات خارجية
- آرثر روبنز على موقع AustralianFootball.com (الإنجليزية)
- آرثر روبنز على موقع AFLtables.com (الإنجليزية)